# Орехово (Харьковская область)
Оре́хово, до ВОВ Христо́сы (укр. Горіхове) — село,
Манченковский поселковый совет,
Харьковский район,
Харьковская область.
Код КОАТУУ — 6325157602. Население по переписи 2001 года составляет 74 (31/43 м/ж) человека.

## Географическое положение
Село Орехово находится на расстоянии в 0,5 км от посёлка Ударное и в 1 км от села Мищенки.
Село окружено лесным массивом (дуб, сосна).
Рядом проходит железная дорога, ближайшая станция Ореховая Роща (1 км).

## История
- 1750 — дата основания.
- В 1940 году, перед ВОВ, на хуторе Христосы были 17 дворов[1]